# Tony Chappel
Tony Chappel (* 28. Mai 1960 in Pontarddulais) ist ein walisischer Snookerspieler, der zwischen den Saisons 1984/85 und 2000/01 Profispieler war.

## Karriere

### Anfänge und erste Profijahre
Im Jahr 1982 nahm Chappel an der walisischen Snooker-Meisterschaft teil, wo er im Halbfinale an Terry Parsons scheiterte. Ein Jahr später nahm Chappel am südlichen Ausscheidungswettbewerb für die English Amateur Championship teil, wo er jedoch mit 7:8 sein Auftaktspiel gegen Tony Jones verlor. Schließlich wurde er zur Saison 1984/85 Profispieler.
Seine erste Profisaison begann für Chappel mit einer 4:5-Niederlage gegen Bernie Mikkelsen bei den International Open, ehe er nach einer Zweitrundenniederlage beim Grand Prix  bei der UK Championship in die Runde der letzten 32 vordrang und dort an Kirk Stevens scheiterte. Nach einer weiteren Auftaktniederlage und einer Zweitrundenniederlage verlor Chappel schließlich mit 8:1 gegen Mike Hines sein Auftaktspiel in der WM-Qualifikation. Chappel beendete die Saison mit einer 0:6-Niederlage bei der Welsh Professional Championship gegen Terry Griffiths, nachdem er selbst mit 6:0 Marcus Owen besiegt hatte. Durch seinen Erfolg bei der UK Championship wurde er auf der Weltrangliste der kommenden Saison auf dem 68. Platz gelistet.
Die nächste Saison begann mit einem Einzug in die Runde der letzten 32 der Matchroom Trophy, ehe er nach einer Zweitrundenniederlage gegen Doug Mountjoy beim Grand Prix auch bei der UK Championship die Runde der letzten 32 erreichte und dort Jimmy White unterlag. Nachdem er beim Classic eine Auftaktniederlage hatte einstecken müssen, profitierte er bei der Welsh Professional Championship von der kampflosen Aufgabe Marcus Owens, ehe er erneut an Terry Griffiths scheiterte. Chappel beendete die Saison mit zwei Auftaktniederlagen bei den British Open und in der Qualifikation für die Snookerweltmeisterschaft, dennoch konnte er sich auf den 49. Weltranglistenplatz verbessern.

### Aufstieg auf Weltranglistenplatz 41
Zum Start in die Saison 1986/87 erreichte Chappel drei Mal in Folge die Runde der letzten 64, ehe er nach einer Auftaktniederlage beim Classic bei der Welsh Professional Championship mit einem Sieg über Ray Reardon das Halbfinale erreichte und dort gegen Doug Mountjoy verlor. Anschließend erreichte er auch bei den British Open die Runde der letzten 96, ehe er die Saison mit Siegen über Mario Morra und Steve Duggan in der Qualifikation für die Snookerweltmeisterschaft und einer 6:10-Niederlage gegen John Campbell in der finalen Qualifikationsrunde beendete. Auf der Weltrangliste verlor Chappel ein paar Plätze, sodass er in der folgenden Saison auf dem 58. Weltranglistenplatz gelistet war.
Auch zum Start in die Saison 1987/88 erreichte Chappel eine Runde der letzten 64, ehe er beim Grand Prix die Runde der letzten 32 erreichte und dort nach Siegen über Frank Jonik und John Spencer an Terry Griffiths scheiterte. Anschließend gelangen ihm bei der UK Championship Siege über Dave Gilbert, Dean Reynolds und Steve Longworth, ehe er sich im Achtelfinale Joe Johnson geschlagen geben musste. Auch beim Classic, genauer gesagt in der Runde der letzten 64, scheiterte er an Johnson, bevor er bei der Welsh Professional Championship nach einem Sieg über Colin Roscoe an Terry Griffiths. Kurz darauf scheiterte er in der Runde der letzten 64 der British Open am Schotten Stephen Hendry, ehe er nach Siegen über Nigel Gilbert und Graham Miles zum zweiten Mal in Folge in der finalen Qualifikationsrunde der Snookerweltmeisterschaft scheiterte, diesmal am Malteser Tony Drago. Auf der Weltrangliste verbesserte er sich auf den 51. Rang.
Auch die Saison 1988/89 startete mit einem Einzug in die Runde der letzten 64, ehe Chappel beim ersten Event der WPBSA Non-Ranking-Serie das Achtelfinale erreichte und dort gegen Martin Clark ausschied. Anschließend erreichte er zwei weitere Male eine Runde der letzten 64, bevor er beim zweiten WPBSA-Non-Ranking-Event mit Siegen über Eddie Sinclair, Tommy Murphy, Jim Chambers und Brian Rowswell das Halbfinale erreichte und dort an Paddy Browne scheiterte. Schließlich erreichte er auch bei der UK Championship die Runde der letzten 64, ehe er beim dritten Non-Ranking-Event im Achtelfinale an Steve Longworth scheiterte. Anschließend besiegte er beim Classic die Engländer Mark Johnston-Allen, Steve Davis und Anthony Harris, ehe er im Achtelfinale gegen Paddy Browne scheiterte. Nach einer Auftaktniederlage bei der Welsh Professional Championship gegen Darren Morgan zog er sowohl bei den European Open als auch bei den British Open in die Runde der letzten 32 ein, um dort zu verlieren. Zum Saisonende jedoch verlor er mit 7:10 gegen Craig Edwards sein Auftaktspiel in der Qualifikation für die Snookerweltmeisterschaft. Auf der Weltrangliste konnte er sich um zehn weitere Plätze auf Rang 41 verbessern.

### Auf und Ab in den Top 64
Die Saison 1989/90 begann für Chappel mit einer Auftaktniederlage, ehe er erst bei den Asian Open die Runde der letzten 64 und beim ersten Event der WPBSA Non-Ranking-Serie das Viertelfinale erreichte. Jedoch musst er infolgedessen zwei Auftaktniederlagen einstecken, ehe er beim Dubai Classic mit Siegen über Mark Wildman und Rex Williams die Runde der letzten 32 erreichte und dort an John Virgo scheiterte. Anschließend erreichte er beim zweiten Non-Ranking-Event das Halbfinale, ehe er sowohl bei der UK Championship als auch beim Classic die Runde der letzten 64 erreichte. Anschließend erreichte er bei der Welsh Professional Championship das Halbfinale und verlor dort nach einem Sieg über Cliff Wilson mit 8:9 gegen Darren Morgan, bevor er bei den British Open in der Runde der letzten 64 an Dean Reynolds scheiterte. Kurz darauf erreichte er bei den European Open das Achtelfinale und verlor dort gegen Stephen Hendry. Zum Saisonende gelang ihm mithilfe von Siegen über Mario Morra, Barry Pinches und Martin Clark die Qualifikation für die Hauptrunde der Snookerweltmeisterschaft im Crucible Theatre von Sheffield, wo er in seiner einzigen Teilnahme an dieser direkt mit 4:10 an Tony Knowles scheiterte. Dennoch rutschte er auf der Weltrangliste um zwei Plätze ab. Des Weiteren nahm Chappel im Laufe der Saison an den Dutch Open teil, einem Pro/Am-Event, wo er Guy Dennis und Murdo MacLeod besiegte und im Viertelfinale Steve Newbury unterlag.
Die darauffolgende Saison begann mit zwei Auftaktniederlagen, ehe Chappel mit Siegen über Ray Edmonds, Cliff Thorburn, Dean Reynolds, Franky Chan und John Parrott ins Halbfinale der Asian Open einzog und dort an Dennis Taylor scheiterte. Anschließend erreichte er die Runde der letzten 32 der UK Championship und nach Siegen über Dave Gilbert, Peter Francisco und Martin Smith das Viertelfinale der Benson and Hedges Satellite Championship, wo er mit 0:5 an James Wattana scheiterte. Anschließend erreichte er beim Classic die Runde der letzten 32, bevor er beim Einzelwettbewerb der Männer beim World Masters das Achtelfinale erreichte. Anschließend verlor er im Halbfinale der Welsh Professional Championship gegen Mark Bennett, ehe er nach einer Auftaktniederlage bei den British Open bei den European Open in der Runde der letzten 64 gegen Steve Davis verlor. Chappel beendete die Saison jedoch mit einer Auftaktniederlage in der Qualifikation für die Snookerweltmeisterschaft, als er Jason Ferguson mit 9:10 unterlag. Dennoch verbesserte er sich auf der Weltrangliste auf den 37. Platz, welcher seine weitere Karriere lang seine beste Weltranglistenplatzierung blieb.
Die Saison 191/92 verlief jedoch katastrophal: Bei den ersten fünf Turnieren verlor er seine Auftaktspiele, bei den restlichen sechs Turnieren schied er stets in der Runde der letzten 64 aus, beispielsweise bei den Welsh Open gegen Tony Jones, bei den Strachan Open gegen Danny Fowler oder bei den European Open gegen Jimmy White. Dadurch bedingt, rutschte Chappel auf der Weltrangliste auf den 52. Platz ab.

### Jahre um den 50. Weltranglistenplatz
Auch die Saison 1992/93 begann mit einem Einzug in eine Runde der letzten 64, anschließend zog Chappel mit Siegen über Bradley Jones, Stephen Hendry und Eugene Hughes ins Achtelfinale des Grand Prix ein, wo er an Mark Bennett scheiterte. Anschließend erlitt er drei frühe Niederlage, ehe er beim zweiten Event der Strachan Challenge die Runde der letzten 32 erreichte. Kurz darauf verlor er bei den Welsh Open in der Runde der letzten 64 gegen Ken Doherty, ehe er mehrere Auftaktniederlagen einstecken musste. Zum Saisonende besiegte er in der Qualifikation für die Snookerweltmeisterschaft Colin Morton und Joe Grech, ehe er in der finalen Qualifikationsrunde an Doug Mountjoy scheiterte. Auf der Weltrangliste konnte er sich immerhin leicht verbessern, sodass er in der folgenden Saison den 48. Platz belegte.
Die nächste Saison begann mit einem Einzug in die Runde der letzten 32 des Dubai Classics, ehe er nach einer Auftaktniederlage beim Grand Prix bei der Benson and Hedges Championship mit Siegen über Jeff Cundy, Billy Snaddon, Stephen Murphy und John Rea das Viertelfinale erreichte und dort gegen John Lardner verlor. Anschließend besiegte bei der UK Championship den Pakistani Shokat Ali und den Waliser Mark Bennett, ehe er in der Runde der letzten 64 an Darren Morgan scheiterte. Nach einer Auftaktniederlage zog er auch bei den Welsh Open in ebenjene Runde ein, ehe er nach drei weiteren Auftaktniederlagen bei den Strachan Open in der Runde der letzten 64 an Rod Lawler scheiterte. Jedoch beendete Chappel die Saison mit zwei weiteren Auftaktniederlagen, sodass er in der folgenden Saison auf dem 53. Weltranglistenplatz gelistet war.
Nach einer Auftaktniederlage zum Start in die Saison 1994/95 erreichte Chappel beim Grand Prix und bei der Benson and Hedges Championship die Runde der letzten 32, wo er jeweils ausschied. Nach einer Serie von Auftaktniederlagen zog er schließlich sowohl bei den Welsh Open als auch bei den International Open in die Runde der letzten 64 ein, in der erst gegen Dave Harold und dann gegen Alain Robidoux ausschied. Nach einer weiteren Auftaktniederlage zog er bei den Thailand Open nach Siegen über Jason Weston, Joe Johnson und Neal Foulds in die Runde der letzten 32 ein, in der jedoch David Roe unterlag. Kurz darauf erreichte er bei den British Open die Runde der letzten 64, ehe er weitere frühe Niederlage erlitt. Zum Saisonende erreichte er in der Qualifikation für die Snookerweltmeisterschaft die finale Qualifikationsrunde, unterlag jedoch Brian Morgan. Auf der Weltrangliste konnte er seinen 53. Platz halten.

### Jahre in den Top 50
Zu Beginn der Saison 1995/96 erreichte Chappel beim Thailand Classic die Runde der letzten 64, bevor er drei Auftaktspiele in Folge verlor. Anschließend erreichte er bei den German Open die Runde der letzten 64, ehe er bei den Welsh Open die Engländer Steve Duggan und Andy Hicks sowie seinen Landsmann Terry Griffiths besiegte und schließlich im Achtelfinale an Darren Morgan scheiterte. Nach einer Auftaktniederlage bei den International Open zog Chappel bei den European Open mit Siegen über unter anderem Graeme Dott, Alan McManus und Stephen Lee ins Viertelfinale ein, um dort gegen Andy Hicks zu verlieren. Anschließend erreichte er die Runde der letzten 64 der Thailand Open, um nach einer Auftaktniederlage bei den British Open die Saison mit einer Teilnahme an der vorletzten Qualifikationsrunde für die Snookerweltmeisterschaft und einer dortigen Niederlage gegen Nick Walker zu beenden. Auf der Weltrangliste konnte er sich auf den 45. Platz verbessern.
Die folgende Saison begann mit einer Reihe von frühen Niederlagen, ehe Chappel bei der UK Championship Danny Fowler zu besiegen und anschließend an Mark Williams zu scheitern. Kurz darauf erreichte er bei den German Open mithilfe von Siegen über Karl Burrows und Paul Hunter die Runde der letzten 48, in der sich Jason Ferguson geschlagen geben musste. Kurz darauf besiegte er bei den Welsh Open Robin Hull, Alan McManus und Lee Richardson, ehe er im Achtelfinale an Mark King scheiterte. Nachdem er kurz darauf bei den International Open in der Runde der letzten 64 gegen Mark Williams verloren hatte, erreichte er bei den European Open die Runde der letzten 32 und verlor dort gegen Peter Ebdon. Anschließend erreichte er zwei weitere Male eine Runde der letzten 64, bevor er die Saison mit einer 6:10-Niederlage gegen Graham Horne in der Qualifikation für die Snookerweltmeisterschaft beendete. Auf der Weltrangliste verlor Chappel lediglich einen Platz, wodurch er in der folgenden Saison auf dem 46. Platz gelistet war.
Zum Start in die Saison 1997/98 erlitt Chappel mehrere Auftaktniederlagen – sofern man zwei Siege durch kampflose Aufgaben des jeweiligen Gegners weglässt, ehe er bei den Welsh Open mithilfe von Siegen über Mark Gray und den damals amtierenden Weltmeister Ken Doherty die Runde der letzten 32 erreichte und dort an Mark King scheiterte. Anschließend besiegte er bei den Scottish Open seinen Landsmann Lee Walker, um dann an John Higgins zu scheitern. Es folgte ein Einzug in die Runde der letzten 48 des Thailand Masters, wo er sich Dave Harold geschlagen geben musste. Schließlich beendete Chappel die Saison mit zwei Auftaktniederlagen, sodass er zum zweiten Mal in Folge einen Weltranglistenplatz verlor.

### Letzte Profijahre
Der tiefe Einschnitt für Chappel folgte mit der Saison 1998/99, während der er von 13 Partien lediglich drei gewinnen konnte. Er hatte schon zwei Auftaktniederlagen erlitten, ehe er bei der UK  Championship Wayne Jones besiegte, um anschließend an Anthony Hamilton zu scheitern. Wiederum folgte eine Auftaktniederlage, ehe er bei den Welsh Open zwei Spiele gewinnen konnte, bevor er in der Runde der letzten 32 Patrick Wallace unterlag. Jedoch verlor er die restlichen Auftaktpartien der Saison ausnahmslos, sodass er auf der Weltrangliste auf Platz 76 abstürzte.
Auch die folgende Saison begann mit zahlreichen Auftaktniederlagen, ehe er bei vier Turnieren – anfangend bei den China Open und endend beim Thailand Masters – immerhin ein Spiel gewann und erst in der Runde der letzten 96 ausschied. Nachdem er bei den Scottish Open erneut ein Auftaktspiel verloren hatte, besiegte er in der Qualifikation für die Snookerweltmeisterschaft die Engländer Paul Sweeny und Martin Clark, ehe er in der Runde der letzten 64 am Iren Michael Judge scheiterte. Auf der Weltrangliste rutschte er auf Platz 90 ab.
Zum Start der Saison 2000/01 gewann Chappel erneut mehrfach sein Erstrundenspiel, um direkt anschließend zu verlieren. Nachdem er jedoch bei der UK Championship sein Auftaktspiel verloren hatte, erreichte er bei den China Open die Runde der letzten 64 und bei den Welsh Open die Runde der letzten 96, wo er gegen Michael Judge und Gerard Greene verlor. Chappel beendete die Saison jedoch anschließend mit drei Auftaktniederlagen, die letzte davon als 9:10-Niederlage gegen Jason Barton in der WM-Qualifikation. Diese Niederlage sollte für Chappel das letzte Profispiel darstellen. Mittlerweile auf den 115. Weltranglistenplatz abgestürzt, beendete er nach 17 Saisons als Profispieler seine Profikarriere.

### Amateurkarriere
Direkt in der nächsten Saison nahm Chappel sowohl an der Benson and Hedges Championship als auch an drei Events der Challenge Tour teil, blieb jedoch ohne einen Sieg. Erst als er als Amateur an der Qualifikation für die Snookerweltmeisterschaft, besiegte er Karan Chand, Sean O’Neill und Mehmet Husnu, bevor er in der fünften Qualifikationsrunde an Jason Weston scheiterte. Im folgenden Jahr nahm Chappel nur noch an der Benson and Hedges Championship teil, wo er nach einem Sieg über Jason Pegram an Anthony Hamilton scheiterte.
Seine nächsten Spiele als Amateur auf professioneller Ebene erfolgten im Rahmen der World Seniors Championship 2011, als er nach Siegen über Jimmy O’Shea und David Taylor in der finalen Qualifikationsrunde an David Taylor scheiterte. Ein Jahr später nahm Chappel wieder an der World Seniors Championship teil und erreichte mit Siegen über Stefan Mazrocis, Ian Barry Stark und Patsy Fagan die Hauptrunde, wo er wiederum Tony Drago und Alain Robidoux, um im Halbfinale auf den Neuseeländer Dene O’Kane zu treffen. Durch einen 2:1-Sieg über diesen erreichte Chappel knapp ein Jahrzehnt nach dem Ende seiner Profikarriere sein erstes professionelles Endspiel. Dort allerdings verlor er mit 0:2 gegen Nigel Bond.
Wiederum ein Jahr später verlor Chappel jedoch nach einem Sieg über David Singh gegen Patrick Wallace in der dritten Qualifikationsrunde. 2013 musste er sich nicht mehr qualifizieren und konnte direkt im Achtelfinale starten, wo er Alain Robidoux besiegte und anschließend gegen Steve Davis verlor. Im nächsten Jahr entfiel dieses Privileg wieder und Chappel besiegte in der Qualifikation Richard Somauroo, Anthony Davies und Dave Harold, ehe er in der entscheidenden Qualifikationsrunde gegen seinen Landsmann Dominic Dale verlor. Auch im Jahr 2016 musste sich Chappel qualifizieren, was er durch Siege über Imran Puri und Jamie Burnett schaffte; ehe er in der Runde der letzten 24 gegen Anthony Hamilton ausschied. Jedoch wurde das Turnier ab dort ein Amateurturnier der World Seniors Tour, sodass Chappel nicht mehr daran teilnahm.
Dafür erfolgte 2017 eine Teilnahme Chappels an der walisischen Snooker-Meisterschaft, wo er allerdings direkt gegen Darren Morgan verlor. Nachdem er 2018 pausiert hatte, nahm er 2019 erneut an der nationalen Meisterschaft teil, jedoch verlor er erneut sein Auftaktspiel, diesmal gegen Jackson Page.

## Sonstiges
2016 spielte Chappel eine Nebenrolle im Film The Rack Pack, der die Rivalität zwischen Alex Higgins und Steve Davis in den 1980er-Jahren thematisiert. Des Weiteren nahm Chappel an den Pro/Am-Trainingsevents im Terry Griffiths Matchroom teil.

## Erfolge
| Ausgang              | Jahr | Turnier                    | Finalgegner | Ergebnis |
| -------------------- | ---- | -------------------------- | ----------- | -------- |
| Non-ranking-Turniere |      |                            |             |          |
| Zweiter              | 2012 | World Seniors Championship | Nigel Bond  | 0:2      |